# Electronic Voice Alert
Electronic voice alert (EVA, Elektronisch gesprochene Warnmeldung) war Mitte der 1980er Jahre eine auditive Anzeige in Sprachausgabe einiger US-amerikanischer Fahrzeuge, die auf der Chrysler-K-Plattform aufgebaut waren und die gegen Aufpreis geliefert wurde.
Chrysler und Dodge nutzten die Technik der Texas Instruments LPC-Sprachchips, die auch im Speak-&-Spell-Spielzeug verwendet wurde. Das EVA verringerte automatisch die Lautstärke des Autoradios und gab elf verschiedene gesprochene Warnungen an den Fahrer über einen elektronischen Sprachsynthesizer-Chip aus.

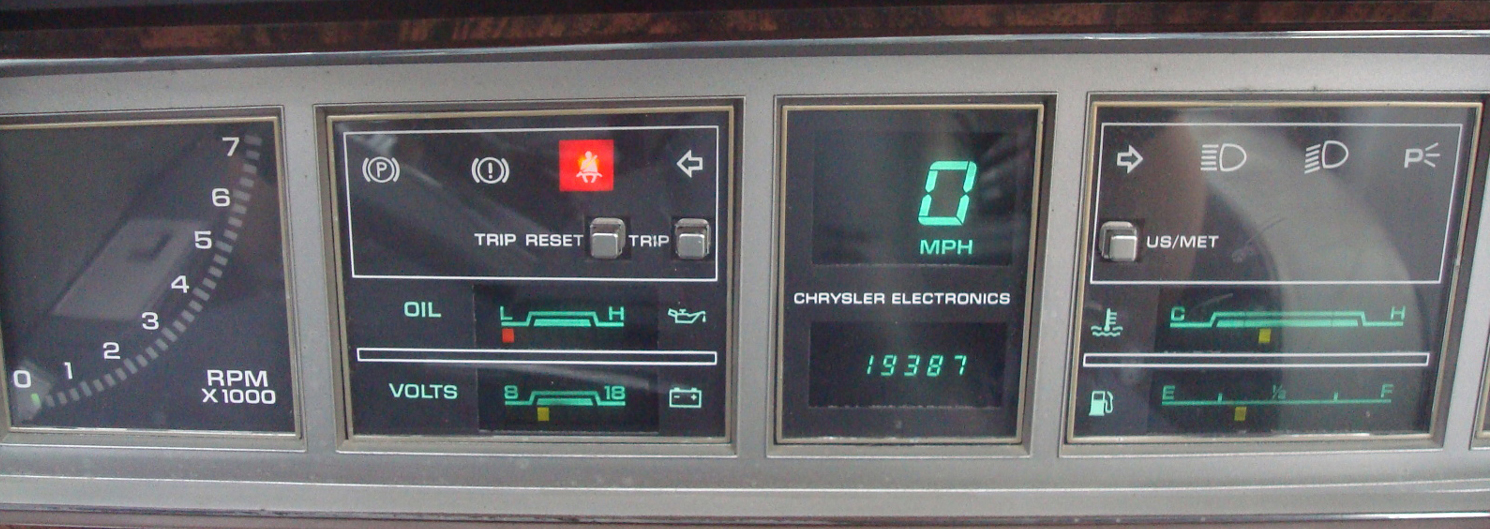
Digitales Fluoreszenz-Kombiinstrument eines Dodge 600 Baujahr 1984

Das EVA gab es in 24 verschiedenen Automodellen. Es war zwischen 1983 und 1988 verfügbar im Chrysler LeBaron (optional in der Mark Cross Edition), Chrysler Town & Country, Chrysler Fifth Avenue, Chrysler New Yorker, Dodge Daytona / Chrysler Laser und Dodge 600. In Kanada verkaufte Modelle gab es sowohl mit englischer als auch französischer Sprache und eine spanischsprachige Version für in Mexiko verkaufte Autos.
Im Allgemeinen waren die Geräte mit einem digitalen Kombiinstrument mit Fluoreszenzanzeige gekoppelt, was hitze- und kältebeständig dem damaligen Stand der Technik entsprach. Die Eingänge des EVA waren mit den Lampen des Kombiinstruments verbunden. Die im Kombiinstrument aufleuchtenden Warnungen wurden vom EVA als gespeicherte akustische Warnmeldungen ausgegeben.
Vielen Fahrern wurde das System lästig, weil es sie ständig ermahnte, z. B. den Sicherheitsgurt anzulegen, und sie zogen die entsprechende Sicherung, um es zu deaktivieren, was teilweise die Kraftstoffanzeige ebenfalls ausschaltete. Bei späteren Modellen konnte die Sprachausgabe über einen Schalter im Handschuhfach abgeschaltet werden.

## Weitere Autos mit Sprachausgabe
- Renault 25 (1983–1992)

Ein ähnliches System wurde 1984 bis 1986 in den Modellen Nissan 300ZX, 200SX und Maxima GL und GLE angeboten. Bei diesen Modellen wurden die Nachrichten von einem erschütterungsfest konstruierten Miniaturschallplattenspieler abgespielt, ähnlich wie er in sprechenden Puppen vorkam. Um die entsprechende Meldung auszuwählen, wurde nur der Drehwinkel als Startpunkt der Schallplatte angepasst, da die Schallplatte mehrere Rillen in derselben Spirale enthielt.